# Los Merinales

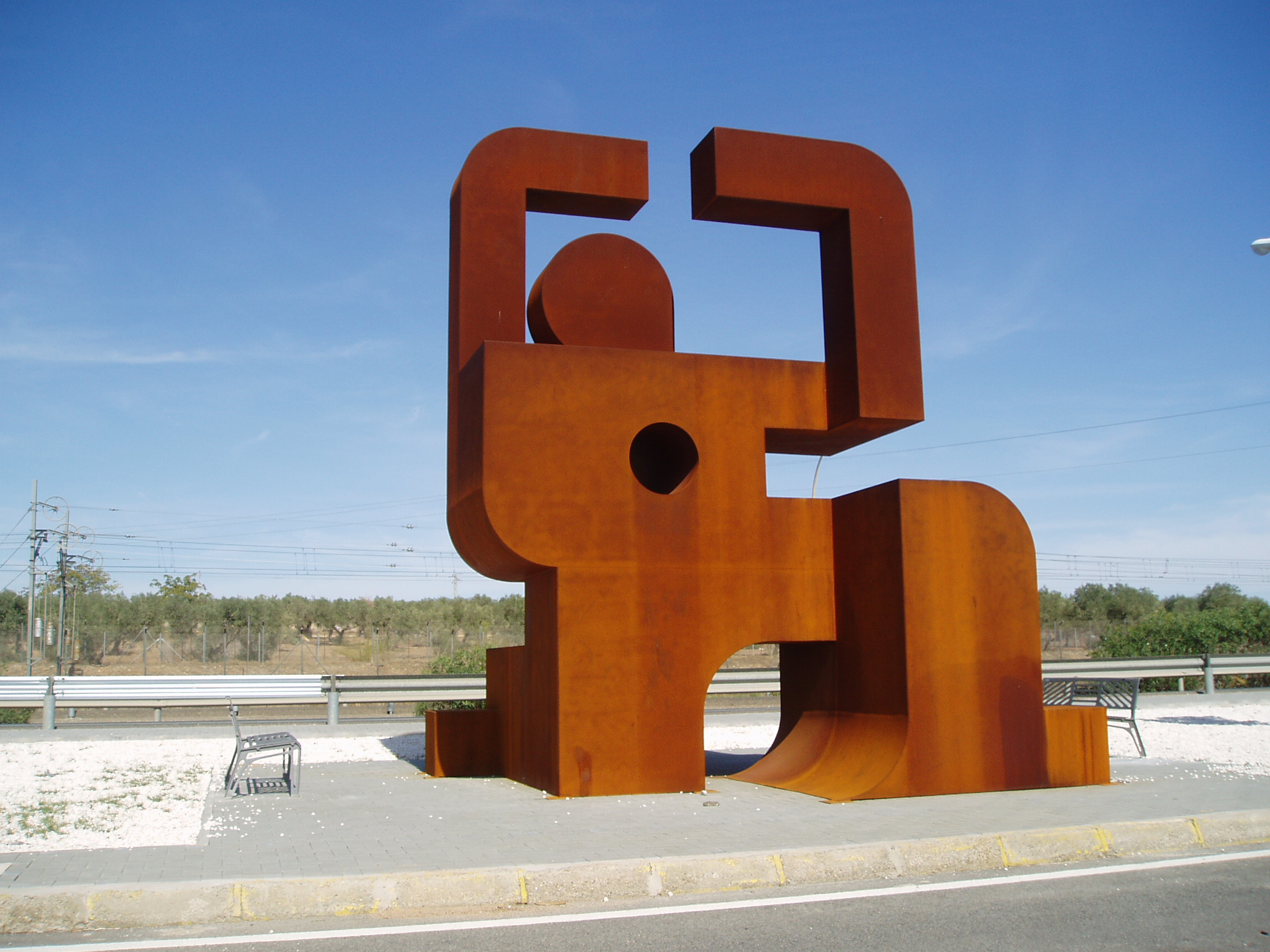
Monumento a la memoria de los presos en Los Merinales.

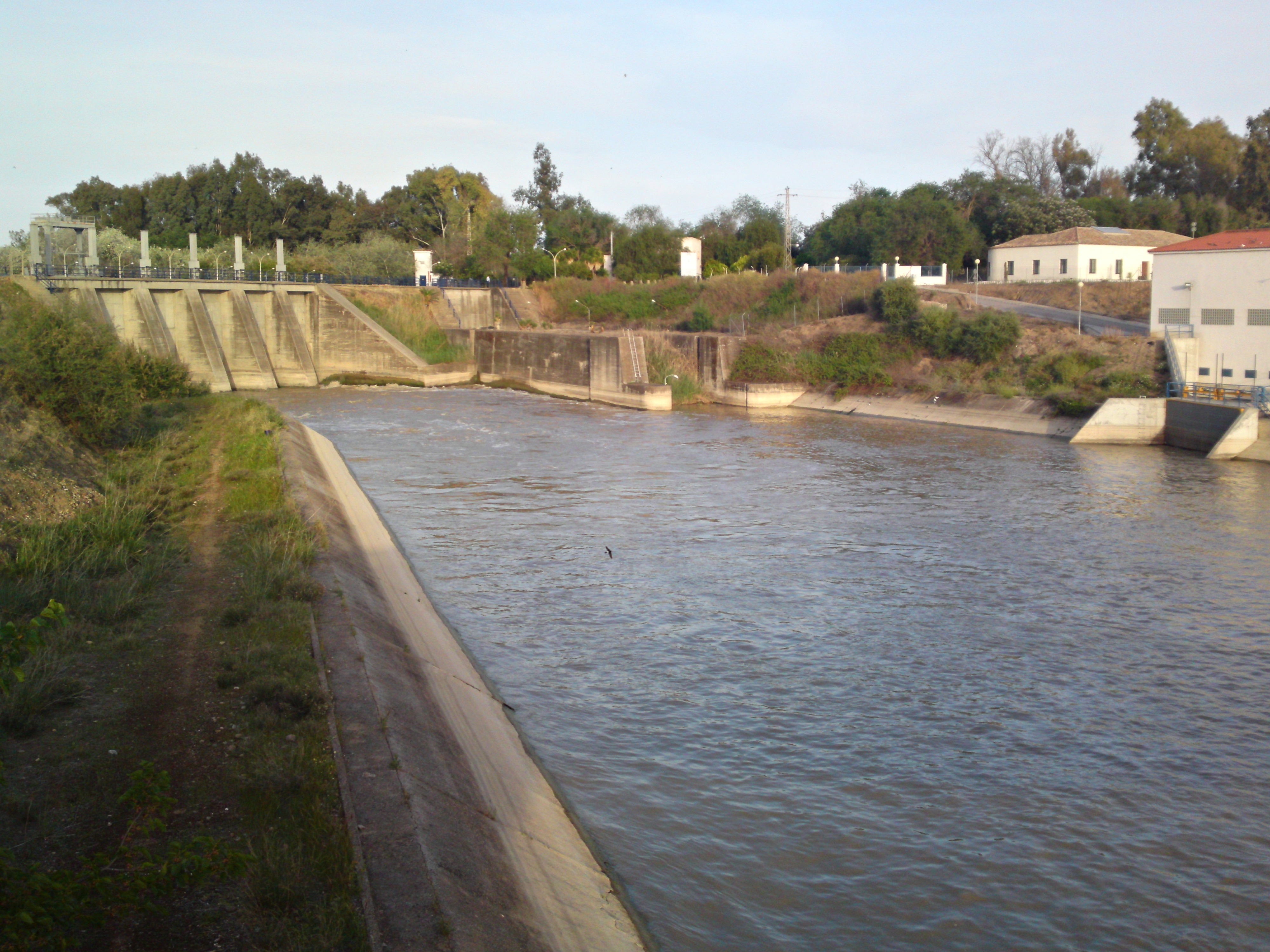
Canal del Bajo Guadalquivir en Peñaflor

Los Merinales fue un antiguo campo de concentración situado en el término municipal de Dos Hermanas, provincia de Sevilla, España. Durante la dictadura del general dictador Francisco Franco, entre los años 1940 y 1962, cumplieron condena de trabajos forzados en este lugar, unos 10 000 presos políticos que construyeron sin ninguna maquinaria, un canal de 150 km de longitud llamado Canal del Bajo Guadalquivir, también conocido como Canal de los Presos. El campo se clausuró en 1962, 23 años después del fin de la guerra civil española.
Los presos internados en el campo eran víctimas de la política conocida como Redención de penas por el trabajo, sistema ideado por el régimén franquista para solventar el problema de saturación de las prisiones y disponer de mano de obra gratuita que realizara trabajos destinados a construcción de infraestructuras. Esta manera de proceder ha sido definida por muchos historiadores como mano de obra esclava. Para llevarla a cabo se creó el 8 de octubre de 1939 el Servicio de Colonias Penitenciarias Militarizadas que dependía del Estado Mayor del Ejército.
Los terrenos en los que se ubicaba el campo, pertenecen actualmente a la fundación Los Merinales, que tiene previsto crear en el lugar un centro para el reconocimiento de las víctimas de la guerra civil española que participaron en la construcción del canal. El 17 de junio de 2009 se levantó en la antigua entrada del campo de concentración, un monumento dedicado a la memoria de los presos que allí residieron durante parte de sus vidas.